# 박채준
박채준(2003년 5월 26일 ~ )는 대한민국의 축구 선수로, 포지션은 윙어이다. 현재 안산 그리너스 소속이다.